# Rodman Law

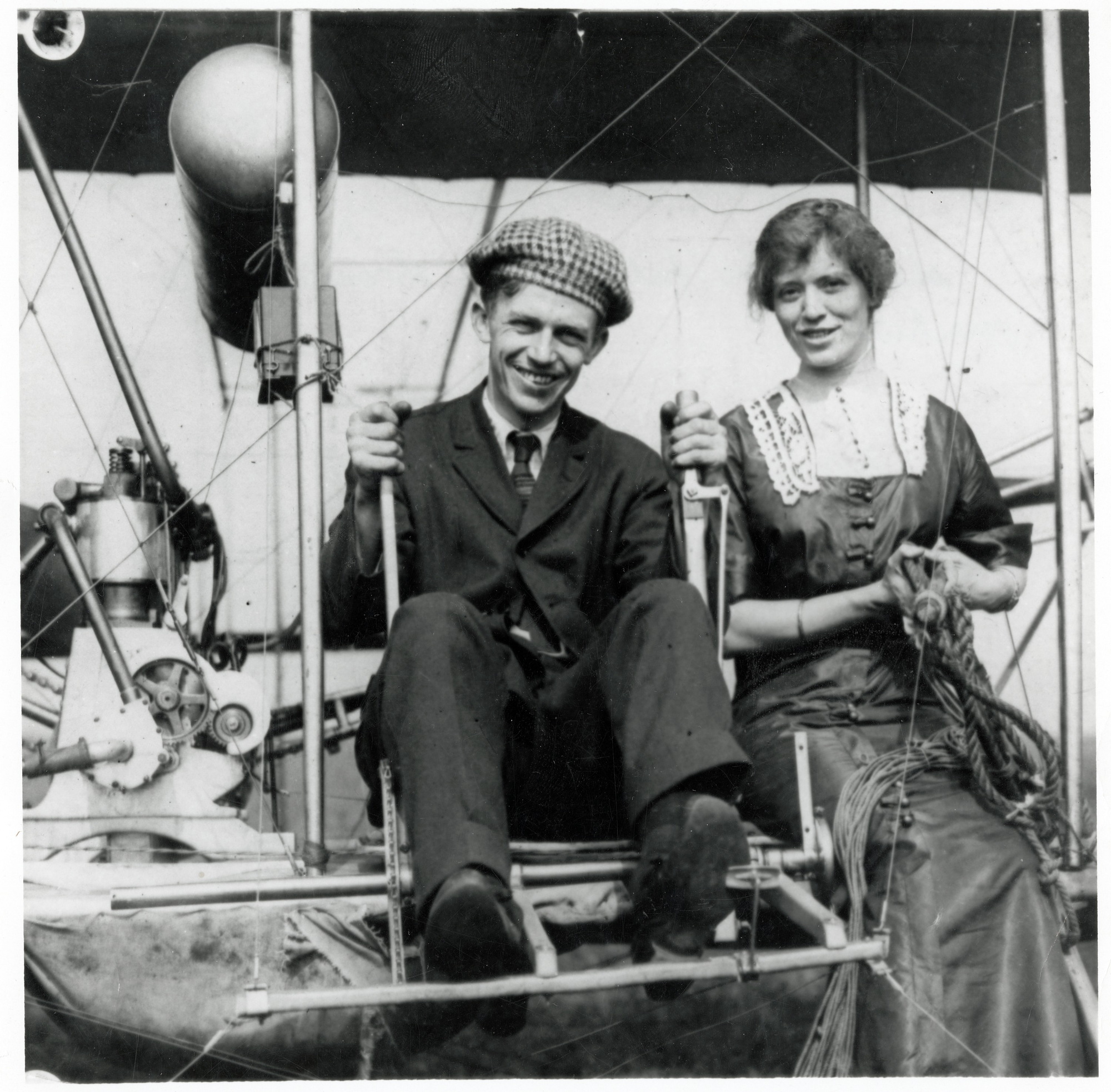
Rodman Law mit seiner Schwester Ruth in ihrem Doppeldecker Wright Model B. (etwa 1910–1915)

Frederick Rodman Law, auch nur Frederick Law (geboren am 21. Januar 1885 in Lynn (Massachusetts), gestorben am 14. Oktober 1919 in Greenville (South Carolina)) war ein amerikanischer Fallschirmspringer, Base-Jumper und Fassadenkletterer, der durch seine waghalsigen Aktionen berühmt wurde und mit seinem Sprung von der Spitze der Freiheitsstatue als erster Stuntman in die Filmgeschichte einging. Er war der ältere Bruder der Flugpionierin Ruth Law.

## Der Name
Zeitgenossen vor Ort kannten Law in der Regel nur in Kombination mit seinem Vornamen Rodman. Sein zweiter Vorname, Frederick, wurde so selten verwendet, dass er vielen unbekannt war. Deshalb nannte sich Law eines Tages Frederick Law in der Hoffnung, er könnte damit seine Identität verschleiern. Daran war ihm gelegen, als er wegen eines Krankenhausaufenthaltes verarmte und die Familie deshalb die gewohnte Umgebung verlassen musste.

## Biografie
Rodman Law stammte aus wohlhabenden Verhältnissen und war der Sohn von Frederick H. Law, dem Besitzer eines kleinen Hotels. Aus Anlass seines Todes veröffentlichte die amerikanische Tageszeitung The Wichita Eagle ein Interview mit dem Vater, in dem er sich an seinen Sohn als kleinen „Knirps“ erinnerte. Er war mit der Passion seiner Kinder nicht einverstanden, musste sich bei dem ersten Flug seiner Tochter vor lauter Angst an einem Zaun stützen, machte sich viele Sorgen und fürchtete, eines Tages aus den Schlagzeilen vom Tod seines Sohnes erfahren zu müssen.
Die Schwester von Rodman, Ruth Law, war zwar etwas jünger als er, ihm körperlich und in den motorischen Talenten aber ebenbürtig und ließ sich von der Leidenschaft ihres Bruders anstecken. Wie er kletterte sie viel, wurde dann aber nicht Fallschirmspringerin, sondern Pilotin. Sie erwarb 1912 ihre Fluglizenz und war damit die fünfte lizenzierte Pilotin in den USA. Ruth Law starb 1970 im Alter von 83 Jahren und überlebte ihren Bruder damit um Jahrzehnte. Mit der Fliegerei hatte sie allerdings schon 1922 aufgehört.
Von 1907 bis zu seinem Tod war Law mit Florence Kimball verheiratet. Er war Vater zweier Töchter (Catherine und Virginia Ruth) und eines Sohnes (Bill Rodman). Mitunter ist irrtümlich von zwei Kindern die Rede. Die Familie lebte in Brooklyn. Darüber hinaus lebte Law zeitweise in Chicago und Texas. Bis zu seinem 24. Lebensjahr hatte er bereits mehrere berufliche Stationen als Seemann, Zirkusreiter und Stahlbauarbeiter im Hochbau hinter sich gebracht, ehe er seine Karriere in einem Beruf begann, für den es zu seiner Zeit noch keine Bezeichnung gab.
Im Jahr 1914 verletzte sich Law bei einem Stunt und 1917 erlitt er eine so schwere Verletzung, dass er stationär behandelt werden musste. Durch den langen Krankenhausaufenthalt im Kings Hospital geriet seine Familie in materielle Not, weil das Geld, das er zuvor mit seinen Filmen verdient hatte, für die Krankenhausrechnungen und den Unterhalt mit der Zeit aufgebraucht war. Beinahe hätte Law das Fallschirmspringen aufgegeben, als der Erste Weltkrieg ausbrach, er sich bei der amerikanischen Luftwaffe meldete und in Kelly Field (Texas) eingesetzt wurde.
In Kelly Field erkrankte Law an Tuberkulose und starb nach monatelangem Krankenhausaufenthalt in Camp Sevier in Greenville (South Carolina) im Alter von 34 Jahren  daran, obwohl man von seiner Genesung überzeugt war und er selbst bereits wieder Pläne für Fallschirmstunts geschmiedet hatte.

## Wirken

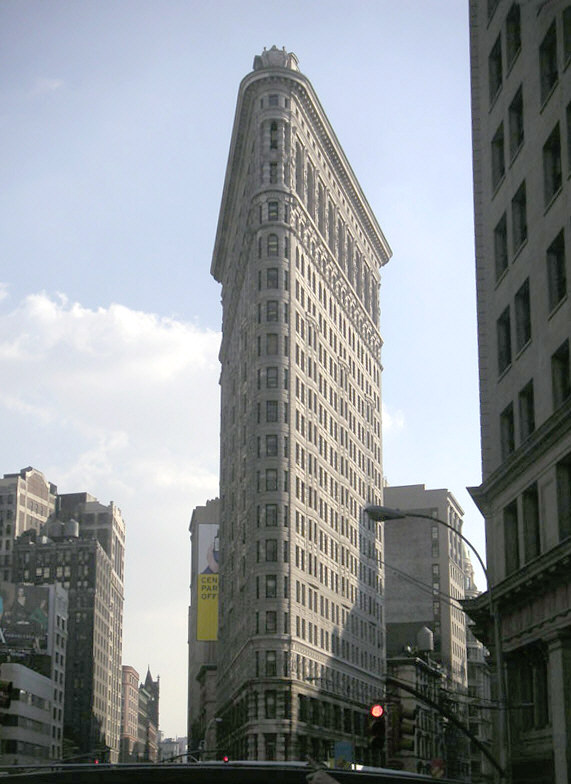
Flatiron Building 2004

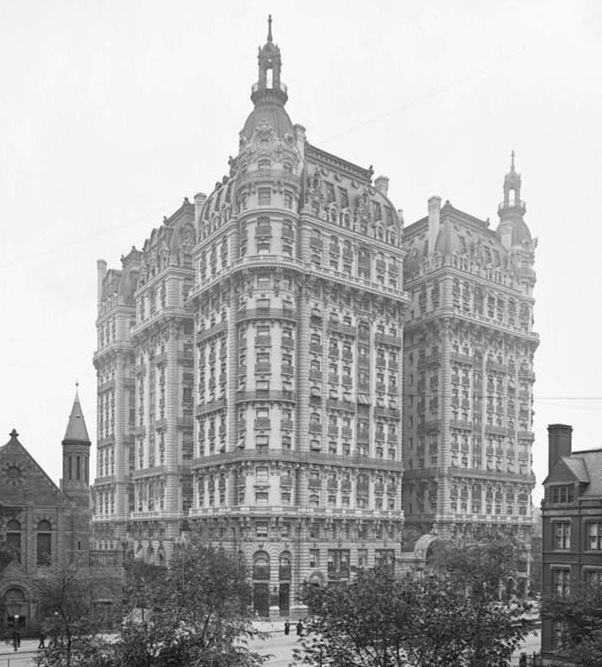
Ansonia Hotel 1905

Der Legende nach soll Law im Jahr 1909 aufgrund einer Wette und ohne jede Sicherung die Fassade des Flatiron Buildings in Manhattan erklettert haben. Seitdem wären die Hochhäuser von New York vor Law „nicht mehr sicher“ gewesen, schrieb der Journalist Frank Patalong, der mit seinem Spiegel-Essay 2012 an die Geschwister Law erinnerte. Seit 1910 sind seine Stunts dokumentiert, denn die Presse wurde informiert, filmte und machte Fotos. Law selbst nahm bei seinen Aufstiegen ebenfalls eine Kamera mit und fotografierte aus der Höhe. Mit anschließenden Vorträgen in den Kinos der Stadt begann er, Geld zu verdienen. Er wurde zu einer „lokalen Berühmtheit“, so Patalong.
Die Stunts von Law, der bald den Nickname The Human Fly erhielt, wurden in Kurzfilmen, andere in einem Spielfilm verarbeitet. In den Stummfilmen trat er unter anderem zusammen mit Jean Acker und Claire Whitney auf. Auch als Draufgänger (englisch: Daredevil) bezeichnet, sprang er von der Williamsburg Bridge ebenso wie vom Ansonia Hotel in New York City.
Der amerikanische Journalist Hal Erickson meinte in seiner Synopse, selbst „nach modernen Maßstäben“ wären seine Stunts beeindruckend („impressive“) gewesen.
Im Januar 1912 bereitete Law einen Sprung von der Freiheitsstatue vor. Damit es filmisch festgehalten würde, wandte er sich an die New Yorker Niederlassung der französischen Firma Pathé, seinerzeit „der weltweit führende Produzent von Wochenschau-Clips“. Fünf Kameraleute des damaligen Büroleiters Leon Franconi sollten den Sprung aus allen Perspektiven aufnehmen. Am 2. Februar 1912 sprang Law von der Spitze der Freiheitsstatue auf Liberty Island bei New York, der damals höchsten Statue der Welt. Für diesen Sprung war der Fallschirm zuvor geöffnet oben auf der Fackel der Statue deponiert worden. Law landete acht Meter von der Wasserkante entfernt. Für diesen Sprung habe er 1.500 Dollar bekommen, so Patalong. Für ihn war damit der neue Beruf des Stuntman geschaffen und die neue journalistische Kategorie des Infotainment. Zwei Tage später sprang der Österreicher Franz Reichelt vom Eiffelturm und verunglückte dabei tödlich.
Im Jahr 1913 machte Law Schlagzeilen durch einen Unfall. Er wollte aus einer selbst konstruierten Rakete abspringen, die jedoch in etwa 25 Metern Höhe explodierte. Mit Knochenbrüchen und Verbrennungen kam er ins Krankenhaus, hatte sich sechs Wochen später aber bereits wieder erholt und zeigte die Filmclips bald darauf im ausverkauften New Yorker Regent Theatre.
Im Jahr 1916 wurde ein spektakulärer Stunt von Law in der Zeitung Scarsdale Inquirer angekündigt, der anlässlich eines Autorennens in New York City geplant war und den er dann auch durchführte.

“Among the extra attractions will be Rodman Law, the champion daredevil, who at an altitude of 1,500 feet, will dynamite his balloon and trust to a parachute to bring him safely to earth from the zone of explosion.”

„Unter den besonderen Attraktionen wird Rodman Law sein, der König der Draufgänger, der in einer Höhe von 1.500 Fuß seinen Ballon in die Luft sprengen und einem Fallschirm vertrauen wird, ihn sicher auf die Erde zurück zu bringen.“

Allerdings verletzte er sich auch bei diesem Stunt. Mit der Zeit verblasste sein Ruhm allmählich und verschwand schließlich hinter dem seiner Schwester.
Als Stuntman hatte Law Douglas Fairbanks senior gedoubelt.
Das Museum of Hoaxes trug Anekdoten über Rodman Law zusammen. Beispielsweise soll er, während er die Fassade des Raleigh Hotels auf der Pennsylvania Avenue erkletterte, Pausen eingelegt und eine Zigarette geraucht haben, bevor er auf Drängen einiger Hotelgäste, die sich belästigt fühlten, die Besteigung des Hotels im neunten Stock abbrach und mit dem Fahrstuhl wieder hinunter fuhr. Am Boden angekommen, soll er erneut verlangt haben, vom Washington Monument springen zu dürfen, was ihm verweigert worden sei. Einige Zeit danach hätten sich Tausende in Washington, D.C. der Illusion hingegeben, sie würden Law sehen, wie er das Washington Monument besteige. Über 50 Reporter seien gekommen und hätten sich von einem feuchten Fleck auf dem Monument narren lassen. Es habe sich um eine Massen-Pareidolie, also eine Fehldeutung gehandelt. Law hat das Washington Monument nie bestiegen.

## Retrospektiven
Wayne E. Reilly ist ein mit verschiedenen Preisen ausgezeichneter amerikanischer Journalist und Autor, der mehrfach über die amerikanische Stadt Bangor veröffentlichte und in deren lokaler Tageszeitung The Bangor Daily News er 28 Jahre lang arbeitete, bis er in den Ruhestand ging. Danach publizierte er in der lokalen Tageszeitung die Reihe Remembering Bangor und schrieb im Jahr 2013 einen Artikel über Rodman Law unter dem Titel Famous daredevil plunged over Stillwater Falls a century ago. Die Einwohner von Bangor, so Reilly, wären vor einem Jahrhundert an Prominente gewöhnt gewesen. Aber es wären „solide Leute“ wie Teddy Roosevelt oder Jack London gewesen – Namen, die noch heute jeder kennt. Bei Law dagegen handele es sich um eine längst vergessene Berühmtheit. Am 3. Juni 1913 hätte die örtliche Tageszeitung mit der Schlagzeile An internationally famous dare-devil arrives in Bangor getitelt. Der 15 Minuten währende Film über Rodman Law sei der erste Film aus dieser Gegend gewesen.
Sechs Jahre vor seinem Tod hätte Law laut Reilly Reportern gesagt, er hätte „keine Nerven“ und wisse nicht, „was das Wort Angst“ bedeute. Mitunter wurden durch die damalige Presse Finten gelegt und beispielsweise behauptet, Law würde sich mit einem Baumstamm durch den Milford Dam, eine Schleuse im Penobscot River, treiben lassen. Reilly berichtete auch, wie sich Law vor Publikum und laufenden Kameras in einem kleinen Holzboot den Wasserfall am Stillwater River herunterfallen ließ, was er – allerdings leicht verletzt – überlebte, obwohl das im Moment des Aufpralls kaum jemand für möglich gehalten hatte, weil das Holzboot an den dortigen Felsen zerschellte. Festgehalten wurde dieser Stunt in dem Kurzfilm Death's Short Cut.
Neben der ausführlichen Retrospektive von Reilly erinnerten zuvor beispielsweise im Jahr 2008 Claire Friday in der Time und 2012 Frank Patalong im Magazin Der Spiegel an Rodman Law.

## Filmografie
- 1912: A Leap for Love (Kurzfilm)
- 1912: The Secret Service Man (Kurzfilm)
- 1912: At the Risk of His Life (Kurzfilm)
- 1912: Pathé's Weekly, No. 8 (Kurzfilm)
- 1912: Animated Weekly, No. 35 (Kurzfilm)
- 1913: Saved by Airship (Kurzfilm)
- 1913: Death's Short Cut (Kurzfilm)
- 1913: His Priceless Treasure (Kurzfilm)
- 1913: The Daredevil Mountaineer (Kurzfilm)
- 1913: Pathé's Weekly, No. 39 (Kurzfilm)
- 1913: Pathé's Weekly, No. 41 (Kurzfilm)
- 1913: Animated Weekly, No. 54 (Kurzfilm)
- 1914: Fighting Death
- 1916: Animated Weekly, No. 22 (Dokumentation, zusammen mit Schwester Ruth)